# Lars A. Fredriksen
Lars A. Fredriksen är en norsk popartist som deltog i Eurovision Song Contest 1998 i Birmingham med låten "Alltid sommer", skriven av Tor Endresen. Låten slutade på åttonde plats.
Han är född 1971 i Skien och började sjunga tidigt i Oslo Gospel Choir.

## Diskografi
Album
- 1999 – Pleased To Meet You

Singlar
- 1998 – "Alltid sommer"
- 1998 – "All I Ever Wanted (Was You)"
- 1999 – "I Promised Myself"
- 1999 – "You"